# Джурабаєв Мурат Надирович
Мурат Надирович Джурабаєв (29 грудня 1905, місто Казалінськ, тепер місто Казали Кизилординської області, Казахстан — 18 січня 1963, місто Москва, тепер Російська Федерація) — радянський партійний діяч, 1-й секретар Сурхан-Дар'їнського і Бухарського обласних комітетів КП Узбекистану. Депутат Верховної ради Узбецької РСР 2—3-го скликань. Депутат Верховної Ради СРСР 4-го скликання.

## Життєпис
Народився в родині бідного декханина. Навчався в початковій російській школі в Казалінську. У чотирнадцятирічному віці через епідемію холери втратив батьків і, залишившись старшим у родині, виховував брата та двох сестер.
Працював перекладачем у надзвичайній комісії (ЧК). З 1921 року — секретар виконавчого комітету районної ради у Самарканді Узбецької РСР.
Навчався в Середньоазійському державному університеті в Ташкенті.
Член ВКП(б) з 1931 року.
З початку 1930-х років — викладач, а з 1933 по 1934 рік — директор Ташкентського педагогічного технікуму та завідувач районного відділу народної освіти.
У 1934 році — завідувач відділу пропаганди та агітації Октябрського районного комітету КП(б) Узбекистану міста Ташкента.
У 1934—1937 роках — 1-й секретар Октябрського районного комітету КП(б) Узбекистану міста Ташкента.
У 1937 році був виключений із партії і звільнений з роботи. Відвідував заняття на економічному відділенні факультету радянського господарства Середньоазійського державного університету в Ташкенті, прослухавши лекції за чотири роки. У 1938 році виправданий партійною виїзною комісією із Москви та в 1939 році поновлений в партії.
З 1938 по 1942 рік працював викладачем у навчальних закладах міста Ташкента.
У 1942—1943 роках — 1-й секретар Верхньо-Чирчицького районного комітету КП(б) Узбекистану Ташкентської області.
У 1943—1944 роках — секретар Ташкентського обласного комітету КП(б) Узбекистану з пропаганди та агітації.
У 1944—1945 роках — секретар Сурхан-Дар'їнського обласного комітету КП(б) Узбекистану.
У 1945—1952 роках — 1-й секретар Сурхан-Дар'їнського обласного комітету КП(б) Узбекистану.
З 1952 по грудень 1953 року — слухач Курсів перепідготовки при Академії суспільних наук при ЦК КПРС.
У грудні 1953 — травні 1956 року — 1-й секретар Бухарського обласного комітету КП Узбекистану.
У травні 1956 — 18 січня 1963 року — член Комітету партійного контролю при ЦК КПРС у Москві.
Переніс інфаркт у грудні 1962 року. Помер 18 січня 1963 року в лікарні міста Москви. Похований на Чигатайському цвинтарі міста Ташкента.

## Нагороди
- орден Леніна
- чотири ордени Трудового Червоного Прапора (21.01.1956, 11.01.1957,)
- орден «Знак Пошани»
- медалі